# Аминов, Башир Атаевич
Башир Атаевич Аминов — советский хозяйственный, государственный и политический деятель.

## Биография
Родился в 1936 году в Ленинабаде. Член КПСС с 1967 года.
С 1959 года — на хозяйственной, общественной и политической работе. В 1959—1996 гг. — мастер, инженер-технолог, начальник отдела подготовки производства авторемонтного цеха Ленинабадского горно-химического комбината, инструктор орготдела Чкаловского горкома КП Таджикистана, заместитель председателя исполкома Чкаловского горсовета народных депутатов Таджикской ССР, первый секретарь Чкаловского горкома КП Таджикистана, заместитель председателя Комитета народного контроля Таджикской ССР, старший Советник по контролю над исполнением законов,
решений Президента Таджикской ССР/Таджикистана.
Избирался депутатом Верховного Совета Таджикской ССР 10-12-го созывов.
Жил в Таджикистане.